# Rallye Dakar 1989
Navigation
Édition précédente Édition suivante
Le Rallye Dakar 1989 est la 11e édition du Rallye Dakar. Le départ est donné le 25 décembre 1988 à Paris et l'arrivée est jugée le 13 janvier 1989 à Dakar.

## Étapes
| Étape | Date        | Départ              | Arrivée             | Total (km)    |
| ----- | ----------- | ------------------- | ------------------- | ------------- |
| 1     | 25 décembre | Paris France        | Barcelone Espagne   | 1120          |
| 2     | 26 décembre | Barcelone Espagne   | Barcelone Espagne   |               |
| 3     | 27 décembre | Tunis Tunisie       | Tozeur Tunisie      | 647           |
| 4     | 28 décembre | Tozeur Tunisie      | Ghadamès Libye      | 724           |
| 5     | 29 décembre | Ghadamès Libye      | Sabha Libye         | 819           |
| 6     | 30 décembre | Sabha Libye         | Tummu Libye         | 620           |
| 7     | 31 décembre | Tummu Libye         | Dirkou Niger        | 577           |
| 8     | 1er janvier | Dirkou Niger        | Termit Niger        | 582           |
| 9     | 2 janvier   | Termit Niger        | Agadez Niger        | 535           |
|       | 3 janvier   | Jour de repos       | Jour de repos       | Jour de repos |
| 10    | 4 janvier   | Agadez Niger        | Tahoua Niger        | 541           |
| 11    | 5 janvier   | Tahoua Niger        | Niamey Niger        | 427           |
| 12    | 6 janvier   | Niamey Niger        | Gao Mali            | 641           |
| 13    | 7 janvier   | Gao Mali            | Tombouctou Mali     | 611           |
| 14    | 8 janvier   | Tombouctou Mali     | Bamako Mali         | 881           |
| 15    | 9 janvier   | Bamako Mali         | Labé Guinée         | 852           |
| 16    | 10 janvier  | Labé Guinée         | Tambacounda Sénégal | 448           |
| 17    | 11 janvier  | Tambacounda Sénégal | Saint-Louis Sénégal | 512           |
| 18    | 12 janvier  | Saint-Louis Sénégal | Dakar Sénégal       | 257           |

## Classements finaux

### Motos
| Pos. | Pilote               | Constructeur | Temps             |
| ---- | -------------------- | ------------ | ----------------- |
| 1    | Gilles Lalay         | Honda        | 61 h 00 min 06 s  |
| 2    | Franco Picco         | Yamaha       | + 35 min 47 s     |
| 3    | Marc Morales         | Honda        | + 36 min 12 s     |
| 4    | Stéphane Peterhansel | Yamaha       | + 1 h 05 min 58 s |
| 5    | Cyril Neveu          | Yamaha       | + 3 h 22 min 27 s |
| 6    | Edi Orioli           | Cagiva       | + 3 h 50 min 52 s |
| 7    | Carlos Mas           | Yamaha       | + 4 h 11 min 43 s |
| 8    | Joel Daures          | Honda        | + 4 h 43 min 56 s |
| 9    | Andrea Marinoni (it) | Yamaha       | + 5 h 14 min 23 s |
| 10   | Serge Bacou          | BMW          | + 6 h 1 min 41 s  |

### Autos
| Pos. | Pilote               | Copilote                           | Constructeur / Modèle | Temps              |
| ---- | -------------------- | ---------------------------------- | --------------------- | ------------------ |
| 1    | Ari Vatanen          | Bruno Berglund                     | Peugeot 405 T16       | 26 h 25 min 40 s   |
| 2    | Jacky Ickx           | Christian Tarin                    | Peugeot 405 T16       | + 3 min 44 s       |
| 3    | Patrick Tambay       | Dominique Lemoyne                  | Mitsubishi Pajero     | + 3 h 55 min 34 s  |
| 4    | Guy Fréquelin        | Jean-Claude Morellet (dit Fenouil) | Peugeot 205 T16       | + 5 h 43 min 44 s  |
| 5    | Meike Tijsterman     | Kees Tijsterman                    | Mitsubishi Pajero     | + 6 h 33 min 13 s  |
| 6    | Kenjirō Shinozuka    | - Henri Magne                      | Mitsubishi Pajero     | + 7 h 0 min 28 s   |
| 7    | Jean-Pierre Fontenay | Bruno Musmarra                     | Mitsubishi Pajero     | + 8 h 29 min 22 s  |
| 8    | Philippe Wambergue   | Alain Guéhennec                    | Peugeot 205 T16       | + 9 h 0 min 56 s   |
| 9    | Klaus Seppi          | Graziano Pelanconi                 | Mercedes 600 GE       | + 10 h 46 min 34 s |
| 10   | Jean Da Silva        | Daniel Thomas                      | Mitsubishi Pajero     | + 13 h 34 min 33 s |

### Vainqueur désigné à pile ou face
Les Peugeot 405 T16 de Jacky Ickx et d'Ari Vatanen dominant la course avec plus de deux heures d'avance sur le premier poursuivant. Pour Jean Todt, il est hors de question de mettre en péril ce doublé avec une bataille entre ses pilotes. Todt applique alors une consigne de course pour mettre terme au combat et prend une décision qui fait beaucoup parler : le vainqueur est désigné à pile ou face avec une pièce de 10 francs. La pièce désigne Vatanen.
La fin du rallye est controversée, Ickx s'arrête à 200 mètres de ligne d'arrivée et attend Vatanen pour lui laisser la victoire.

## Camions
Suite à l'accident du camion DAF d'assistance du team De Rooy en 1988, il n'y pas eu de classement en catégorie camion en 1989, ils étaient bien 77 équipages au départ à Paris mais considérés comme des camions d'assistance, 